# Relais féminin de biathlon aux Jeux olympiques de 2022
Navigation
Pyeongchang 2018 Milan-Cortina 2026
L'épreuve féminine de Relais 4x6 km de biathlon aux Jeux olympiques de 2022 a lieu le 16 février 2022 au Centre de ski nordique et de biathlon de Guyangshu. 
Comme dans le relais masculin, les biathlètes du Comité olympique russe font une bonne partie de la course en tête avec une belle avance, jusqu'à la troisième relayeuse Svetlana Mironova qui part tourner sur l'anneau de pénalité.  La Suède repart alors à l'avant, et Hanna Öberg lance sa petite sœur Elvira en bonne position. Cette dernière ne doit utiliser qu'une pioche (au dernier tir debout) et fait gagner son équipe. Uliana Nigmatullina se montre également précise pour ses camarades et permet au Comité olympique russe d'enlever la médaille d'argent. L'Allemagne (seulement six pioches au total comme la Suède) termine en bronze avec la championne olympique Denise Herrmann très rapide pour conclure. Parmi les équipes favorites, la Norvège perd toute chance quand sa deuxième relayeuse Tiril Eckhoff craque au tir debout et part tourner deux fois sur l'anneau de pénalité. Marte Olsbu Røiseland n'est donc plus en mesure de jouer le « Grand Chelem » (six médailles en six épreuves) à Pékin. La France, deux victoires et quatre podiums en quatre épreuves cet hiver en Coupe du monde, recule loin dans le classement lorsque sa deuxième relayeuse Anaïs Chevalier-Bouchet utilise toutes ses pioches et visite l'anneau de pénalité avant de perdre beaucoup de temps sur les skis dans le dernier tour. Grâce à Justine Braisaz-Bouchet, auteur notamment d'un 5/5 rapide au tir debout, les « Bleues » remontent progressivement, mais Julia Simon qui conclut doit elle aussi tourner sur l'anneau après son dernier tir. 
Dans le cinquième kilomètre, après le tir debout, la première relayeuse suisse Irene Cadurisch est victime d'un accident cardio-vasculaire et s'écroule sur la piste, entrainant l'abandon du relais suisse. Elle est rapidement prise en charge et la fédération suisse annonce plus tard que la biathlète se porte bien.

## Médaillées
| Or                                                                | Argent                                                                               | Bronze                                                                       |
| Suède - Linn Persson - Mona Brorsson - Hanna Öberg - Elvira Öberg | ROC - Irina Kazakevich - Kristina Reztsova - Svetlana Mironova - Uliana Nigmatullina | Allemagne - Vanessa Voigt - Vanessa Hinz - Franziska Preuß - Denise Herrmann |

## Résultats
L'épreuve commence à 15 heures 45 (8 h 45 CET)
| Rang                                | Dossard | Nation                                                                             | Pénalités (Tours+Pioches)            | Temps                                                                     | Écart        |
| ----------------------------------- | ------- | ---------------------------------------------------------------------------------- | ------------------------------------ | ------------------------------------------------------------------------- | ------------ |
| Médaille d'or, Jeux olympiques      | 3       | Suède Linn Persson Mona Brorsson Hanna Öberg Elvira Öberg                          | 0+6 0+0 0+1 0+0 0+0 0+1 0+3 0+0 0+1  | 1 h 11 min 03 s 9 17 min 24 s 9 17 min 45 s 9 17 min 58 s 4 17 min 54 s 7 | —            |
| Médaille d'argent, Jeux olympiques  | 2       | ROC Irina Kazakevich Kristina Reztsova Svetlana Mironova Uliana Nigmatullina       | 1+7 0+1 0+1 0+1 0+0 0+0 1+3 0+0 0+1  | 1 h 11 min 15 s 9 17 min 41 s 3 17 min 02 s 5 18 min 38 s 9 17 min 53 s 2 | +12 s 0      |
| Médaille de bronze, Jeux olympiques | 5       | Allemagne Vanessa Voigt Vanessa Hinz Franziska Preuß Denise Herrmann               | 0+6 0+0 0+0 0+0 0+2 0+1 0+1          | 1 h 11 min 41 s 3 17 min 24 s 4 18 min 05 s 3 18 min 16 s 5 17 min 55 s 1 | +37 s 4      |
| 4                                   | 4       | Norvège Karoline Offigstad Knotten Tiril Eckhoff Ida Lien Marte Olsbu Røiseland    | 2+8 0+0 0+0 0+2 2+3 0+0 0+1 0+1 0+1  | 1 h 11 min 54 s 6 17 min 38 s 0 18 min 59 s 2 17 min 47 s 5 17 min 29 s 9 | +50 s 7      |
| 5                                   | 7       | Italie Lisa Vittozzi Dorothea Wierer Samuela Comola Federica Sanfilippo            | 0+5 0+1 0+1 0+0 0+0 0+0 0+1 0+0 0+2  | 1 h 12 min 37 s 0 17 min 25 s 9 17 min 28 s 6 18 min 22 s 1 19 min 20 s 4 | +1 h 33 s 1  |
| 6                                   | 1       | France Anaïs Bescond Anaïs Chevalier-Bouchet Justine Braisaz-Bouchet Julia Simon   | 2+10 0+0 0+1 1+3 0+1 0+2 0+0 0+0 1+3 | 1 h 13 min 16 s 9 17 min 36 s 9 18 min 53 s 4 17 min 55 s 1 18 min 51 s 5 | +2min 13 s 0 |
| 7                                   | 9       | Ukraine Iryna Petrenko Yuliia Dzhima Anastasiya Merkushyna Olena Bilosiuk          | 1+6 0+0 0+0 1+3 0+3 0+0 0+0          | 1 h 14 min 04 s 1 17 min 46 s 1 19 min 06 s 1 18 min 09 s 5 19 min 02 s 4 | +3min 00 s 2 |
| 8                                   | 8       | Tchéquie Eva Puskarčíková Markéta Davidová Jessica Jislová Lucie Charvátová        | 1+8 0+0 0+2 0+0 0+1 0+1 0+1 0+0 1+3  | 1 h 14 min 06 s 0 18 min 20 s 2 17 min 40 s 7 18 min 49 s 8 19 min 15 s 3 | +3min 02 s 1 |
| 9                                   | 14      | Autriche Dunja Zdouc Lisa Theresa Hauser Anna Juppe Katharina Innerhofer           | 3+7 0+0 0+0 0+1 0+0 2+3 0+0 0+0 1+3  | 1 h 15 min 07 s 6 18 min 13 s 0 18 min 12 s 3 19 min 51 s 3 18 min 51 s 0 | +4min 03 s 7 |
| 10                                  | 16      | Canada Emma Lunder Megan Bankes Emily Dickson Sarah Beaudry                        | 0+8 0+1 0+1 0+0 0+3 0+1 0+2 0+0 0+0  | 1 h 15min 34 s 3 17 min 45 s 8 18 min 29 s 7 19 min 39 s 3 19 min 39 s 5  | +4min 30 s 4 |
| 11                                  | 10      | États-Unis Susan Dunklee Clare Egan Deedra Irwin Joanne Reid                       | 2+9 0+0 0+0 0+2 1+3 0+0 1+3 0+0 0+1  | 1 h 15 min 51 s 3 18 min 44 s 8 19 min 04 s 1 19 min 17 s 1 18 min 45 s 3 | +4min 47 s 4 |
| 12                                  | 18      | Chine Tang Jialin Chu Yuanmeng Ding Yuhuan Meng Fanqi                              | 1+5 0+0 0+1 0+0 1+3 0+0 0+0          | 1 h 16 min 11 s 5 18 min 05 s 2 18 min 37 s 9 19 min 44 s 2               | +5min 07 s 6 |
| 13                                  | 6       | Biélorussie Iryna Leshchanka Dzinara Alimbekava Elena Kruchinkina Hanna Sola       | 5+16 0+0 0+2 0+0 1+3 0+3 3+3 0+2 1+3 | 1 h 16 min 34 s 4 17 min 51 s 9 18 min 59 s 9 20min 47 s 7 18 min 54 s 9  | +5min 30 s 5 |
| 14                                  | 15      | Pologne Monika Hojnisz-Staręga Kamila Żuk Kinga Zbylut Anna Mąka                   | 1+10 0+2 0+1 1+3 0+1 0+0 0+3 0+0 0+0 | 1 h 17 min 12 s 1 18 min 06 s 0 20min 04 s 3 19 min 33 s 1 19 min 28 s 7  | +6min 08 s 2 |
| 15                                  | 12      | Estonie Regina Oja Tuuli Tomingas Susan Külm Johanna Talihärm                      | 0+1 0+3 0+2 2+3 0+1 0+0 3+3          | LAP 18 min 18 s 9 19 min 36 s 8 18 min 42 s 6 LAP                         |              |
| 16                                  | 13      | Finlande Suvi Minkkinen Mari Eder Erika Jänkä Nastassia Kinnunen                   | 0+0 0+0 0+1 2+3 0+2                  | LAP 19 min 15 s 2 17 min 39 s 3 21 min 11 s 6 LAP                         |              |
| 17                                  | 17      | Japon Fuyuko Tachizaki Sari Maeda Asuka Hachisuka Yurie Tanaka                     | 0+1 0+2 0+0 0+3 0+0 2+3 0+3          | LAP 17 min 55 s 9 19 min 01 s 8 21 min 16 s 4 LAP                         |              |
| 18                                  | 20      | Bulgarie Milena Todorova Maria Zdravkova Lora Hristova Daniela Kadeva              | 0+1 0+1 0+0 1+3 0+1 0+1              | LAP 17 min 36 s 7 21 min 04 s 7 LAP                                       |              |
| 19                                  | 19      | Slovaquie Ivona Fialková Henrieta Horvátová Veronika Machyniaková Paulína Fialková | 0+1 0+2 0+3 0+2 2+3 0+1              | LAP 17 min 43 s 0 20 min 10 s 2 LAP                                       |              |
|                                     | 11      | Suisse Irene Cadurisch Lena Häcki Selina Gasparin Amy Baserga                      | 0+2 0+1                              | DNF                                                                       |              |